# Leichtathletik-Europameisterschaften 1998/400 m der Männer

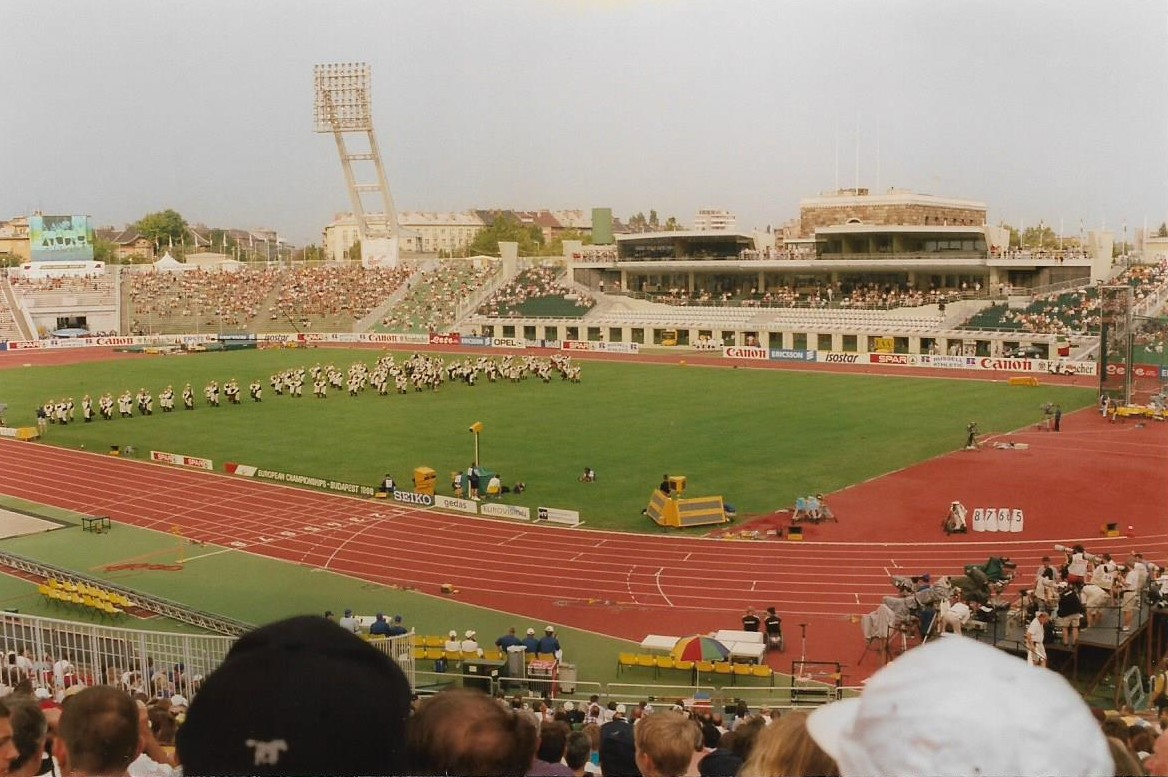
Das Népstadion von Budapest im Jahr 1998

Der 400-Meter-Lauf der Männer bei den Leichtathletik-Europameisterschaften 1998 wurde vom 19. bis 21. August 1998 im Népstadion der ungarischen Hauptstadt Budapest ausgetragen.
Die britischen Läufer errangen in diesem Wettbewerb mit Gold und Bronze zwei Medaillen. Europameister wurde Iwan Thomas. Der Pole Robert Maćkowiak errang Silber. Mark Richardson belegte Rang drei.

## Rekorde

### Bestehende Rekorde
| Weltrekord           | 43,29 s | Harry Reynolds   | Zürich, Schweiz              | 17. August 1988   |
| Europarekord         | 44,33 s | Thomas Schönlebe | WM Rom, Italien              | 3. September 1987 |
| Meisterschaftsrekord | 44,72 s | Roger Black      | EM Stuttgart, BR Deutschland | 29. August 1986   |

### Rekordverbesserung
Der britische Europameister Iwan Thomas verbesserte den bestehenden EM-Rekord im Finale am 21. August um zwanzig Hundertstelsekunden auf 44,52 Sekunden. Zum Europarekord fehlten ihm neunzehn Hundertstelsekunden, zum Weltrekord 2,23 s.

## Legende
Kurze Übersicht zur Bedeutung der Symbolik – so üblicherweise auch in sonstigen Veröffentlichungen verwendet:
| CR    | Championshiprekord                       |
| NU20R | Nationaler U20-Rekord                    |
| DNF   | Wettkampf nicht beendet (did not finish) |
| DSQ   | disqualifiziert                          |

## Vorrunde
19. August 1998
Die Vorrunde wurde in vier Läufen durchgeführt. Die ersten drei Athleten pro Lauf – hellblau unterlegt – sowie die darüber hinaus vier zeitschnellsten Läufer – hellgrün unterlegt – qualifizierten sich für das Halbfinale.

### Vorlauf 1
| Platz | Name               | Nation         | Zeit (s) |
| ----- | ------------------ | -------------- | -------- |
| 1     | Tomasz Czubak      | Polen          | 45,96    |
| 2     | Dmitri Golowastow  | Russland       | 46,16    |
| 3     | Jan Poděbradský    | Tschechien     | 46,16    |
| 4     | Solomon Wariso     | Großbritannien | 46,27    |
| 5     | Marcel Lopuchovský | Slowakei       | 46,49    |
| 6     | Fred Mango         | Frankreich     | 46,88    |
| 7     | Edoardo Vallet     | Italien        | 47,03    |
| 8     | Eugene Farrell     | Irland         | 47,56    |

### Vorlauf 2
| Platz | Name                | Nation           | Zeit (s)    |
| ----- | ------------------- | ---------------- | ----------- |
| 1     | David Canal         | Spanien          | 45,20 NU20R |
| 2     | Iwan Thomas         | Großbritannien   | 45,44       |
| 3     | Marc Foucan         | Frankreich       | 45,59       |
| 4     | Ashraf Saber        | Italien          | 45,64       |
| 5     | Stilianós Dimótsios | Griechenland     | 46,69       |
| 6     | Bostjan Horvat      | Slowenien        | 47,17       |
| 7     | Jan Štefja          | Tschechoslowakei | 43,63       |
| DNF   | Michail Wdowin      | Russland         |             |

### Vorlauf 3
| Platz | Name                   | Nation      | Zeit (s) |
| ----- | ---------------------- | ----------- | -------- |
| 1     | Robert Maćkowiak       | Polen       | 46,17    |
| 2     | Marco Vaccari          | Italien     | 46,60    |
| 3     | Innokenti Scharow      | Russland    | 46,73    |
| 4     | Stefan Letzelter       | Deutschland | 46,73    |
| 5     | Štefan Balošák         | Slowakei    | 46,87    |
| 6     | Evripides Demosthenous | Zypern      | 47,15    |
| 7     | Andrij Twerdostup      | Ukraine     | 47,28    |
| 8     | Johan Lannefors        | Schweden    | 47,72    |

### Vorlauf 4
| Platz | Name                  | Nation         | Zeit (s) |
| ----- | --------------------- | -------------- | -------- |
| 1     | Mark Richardson       | Großbritannien | 46,05    |
| 2     | Piotr Haczek          | Polen          | 46,26    |
| 3     | Pierre-Marie Hilaire  | Frankreich     | 46,27    |
| 4     | António Andrés        | Spanien        | 46,27    |
| 5     | Konstantinos Kenteris | Griechenland   | 46,30    |
| 6     | Matija Šestak         | Slowenien      | 46,57    |
| 7     | Péter Nyilasi         | Ungarn         | 47,16    |

## Halbfinale
20. August 1998
Aus den beiden Halbfinalläufen qualifizierten sich die jeweils ersten vier Athleten – hellblau unterlegt – für das Finale.

### Halbfinallauf 1
| Platz | Name                 | Nation         | Zeit (s) |
| ----- | -------------------- | -------------- | -------- |
| 1     | Tomasz Czubak        | Polen          | 45,22    |
| 2     | Mark Richardson      | Großbritannien | 45,41    |
| 3     | Piotr Haczek         | Polen          | 45,68    |
| 4     | Ashraf Saber         | Italien        | 45,78    |
| 5     | Dmitri Golowastow    | Russland       | 45,93    |
| 6     | Jan Poděbradský      | Tschechien     | 46,01    |
| 7     | Pierre-Marie Hilaire | Frankreich     | 46,26    |
| 8     | António Andrés       | Spanien        | 46,59    |

### Halbfinallauf 2
| Platz | Name                  | Nation         | Zeit (s) |
| ----- | --------------------- | -------------- | -------- |
| 1     | Iwan Thomas           | Großbritannien | 44,82    |
| 2     | Robert Maćkowiak      | Polen          | 45,08    |
| 3     | David Canal           | Spanien        | 45,29    |
| 4     | Solomon Wariso        | Großbritannien | 45,59    |
| 5     | Konstantinos Kenteris | Griechenland   | 45,74    |
| 6     | Marco Vaccari         | Italien        | 45,86    |
| 7     | Innokenti Scharow     | Russland       | 45,92    |
| 8     | Marc Foucan           | Frankreich     | 46,52    |

## Finale

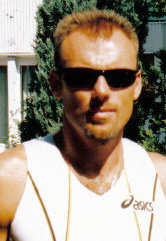
Vizeeuropameister Robert Maćkowiak
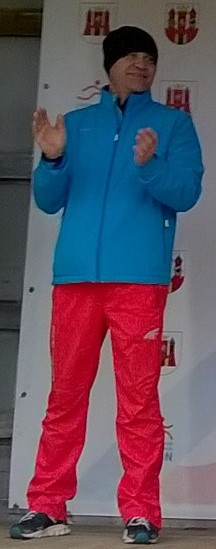
Tomasz Czubak verpasste als Vierter die Bronzemedaille nur um drei Hundertstelsekunden – 1994 war er im Halbfinale ausgeschieden
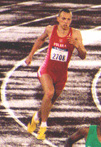
Piotr Haczek kam auf den fünften Platz

20. August 1998
| Platz | Name             | Nation         | Zeit (s) |
| ----- | ---------------- | -------------- | -------- |
| 1     | Iwan Thomas      | Großbritannien | 44,52 CR |
| 2     | Robert Maćkowiak | Polen          | 45,04    |
| 3     | Mark Richardson  | Großbritannien | 45,14    |
| 4     | Tomasz Czubak    | Polen          | 45,43    |
| 5     | Piotr Haczek     | Polen          | 45,46    |
| 6     | Ashraf Saber     | Italien        | 45,67    |
| 7     | David Canal      | Spanien        | 45,93    |
| DSQ   | Solomon Wariso   | Großbritannien |          |

## Videolink
- Men's 400m Final European Champs Budapest August 1998, youtube.com, abgerufen am 5. Januar 2023